# カーネーションの聖母 (デューラー)
『カーネーションの聖母』（カーネーションのせいぼ、独: Die Muttergottes mit der Nelke、英: Madonna of the Carnation）は、ドイツのルネサンス期の巨匠、アルブレヒト・デューラーが1516年に板上に油彩で制作した絵画である。デューラーは生涯にわたり聖母子画を描いたが、1510年代には特にその作例が多く、本作はそのうちの1点である。画面には、カーネーションを持つ聖母マリアとナシを持つ幼児イエス・キリストが描かれている。ナシはイエスの受難の象徴である。作品は、1607年にはすでにバイエルン選帝侯マクシミリアン1世の私設ギャラリーに収蔵されており、後にミュンヘンのアルテ・ピナコテークに移された。

## 背景
デューラーの宗教画に最もしばしば取り上げられた主題は、聖母、特に聖母子である。このことは中世以降とりわけ強くなってきた聖母信仰を背景とし、画家個人の聖母への傾倒が加わった結果と考えられる。画家の聖母子を描いた油彩画は祭壇画を除いて、比較的小型の作品が約15点現存しており、そのうちの10点が聖母マリアと幼児イエスのみを描いた聖母子画である。その他に版画では約25作品、素描では約70作品の聖母子画が知られている。それらの制作時期は全生涯にわたっているが、油彩画、版画、素描とも1510年代に多い。版画の最後の作例は1520年であり、油彩画も1520年代には1作が知られるのみである。これは明らかに宗教改革の影響である。

## 解説
1510年代の半ばごろから1520年ごろにかけて、デューラーの作品の中に非常に精神性の強いいくつかの聖母子像が見られる。本作はその代表的作例の1つで、様々な点において反自然主義的特徴を持っている。すなわち、はっきりと鑑賞者の方に向けられた聖母の視線、母子の間の自然な人間的交流の欠如、その代替としての聖母によるイエスの提示、幾何学的な弧を描く聖母の頭部、聖母とイエスの頭部から発する超越的な光などである。さらに、聖母の大きな頭部、厳格な正面性、装飾的な光輪によって非現実性が強められており、以前の日常的な情景のような聖母子画とは際立った対照を見せている。それにもかかわらず、この聖母子像には鑑賞者から遠く隔たったものという印象はなく、むしろ、その非現実性によっていっそう強い存在感を示し、鑑賞者に迫ってくるようである。デューラーが中世美術の反自然主義的抽象性、あるいは非現実性と、ルネサンス美術の自然主義的現実性を統合した聖母子画の傑作といえるであろう。

## デューラーの聖母子

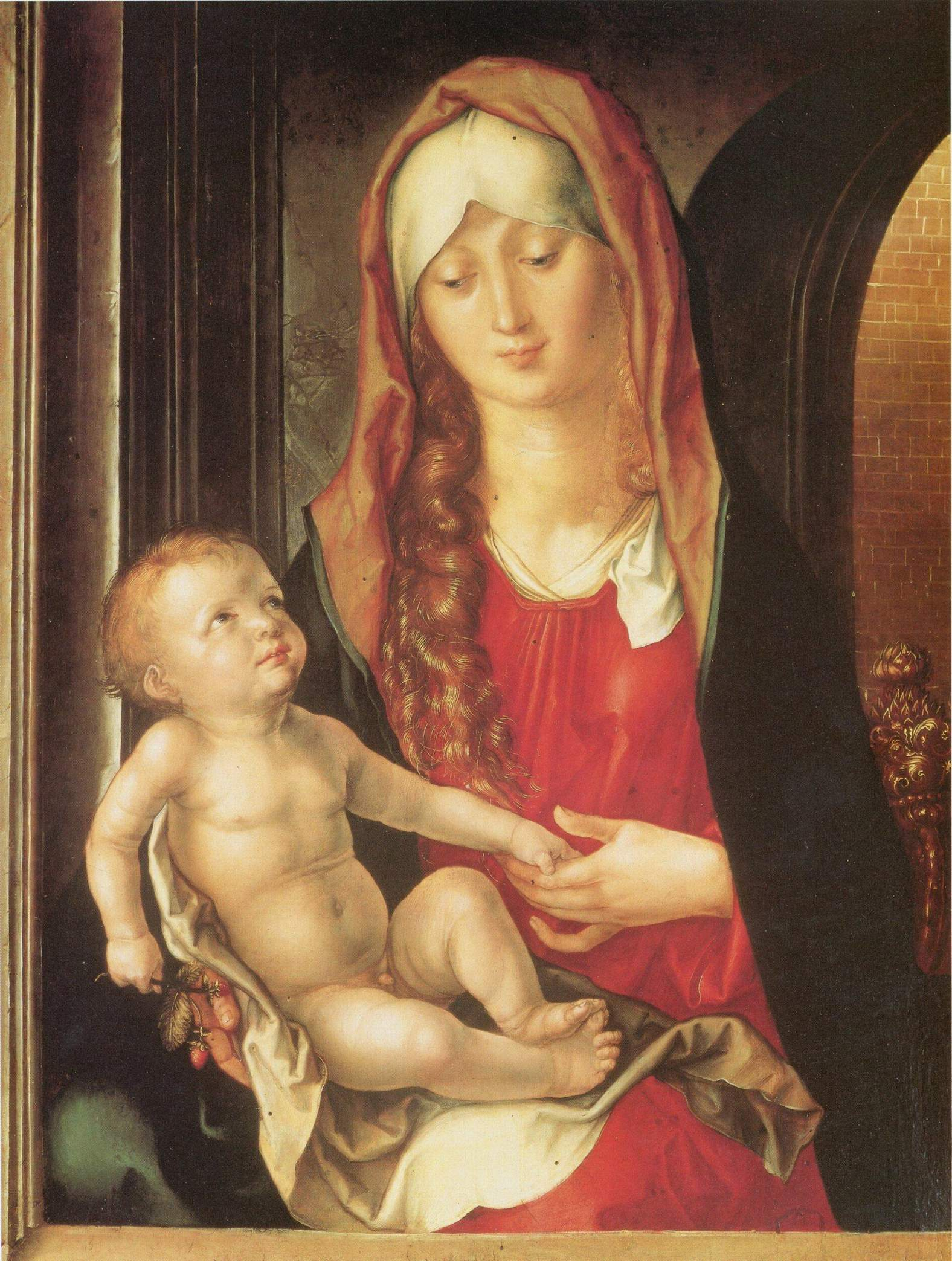
『バーニャカヴァッロの聖母』(1495年) マニャーニ・ロッカ財団（英語版） (パルマ)
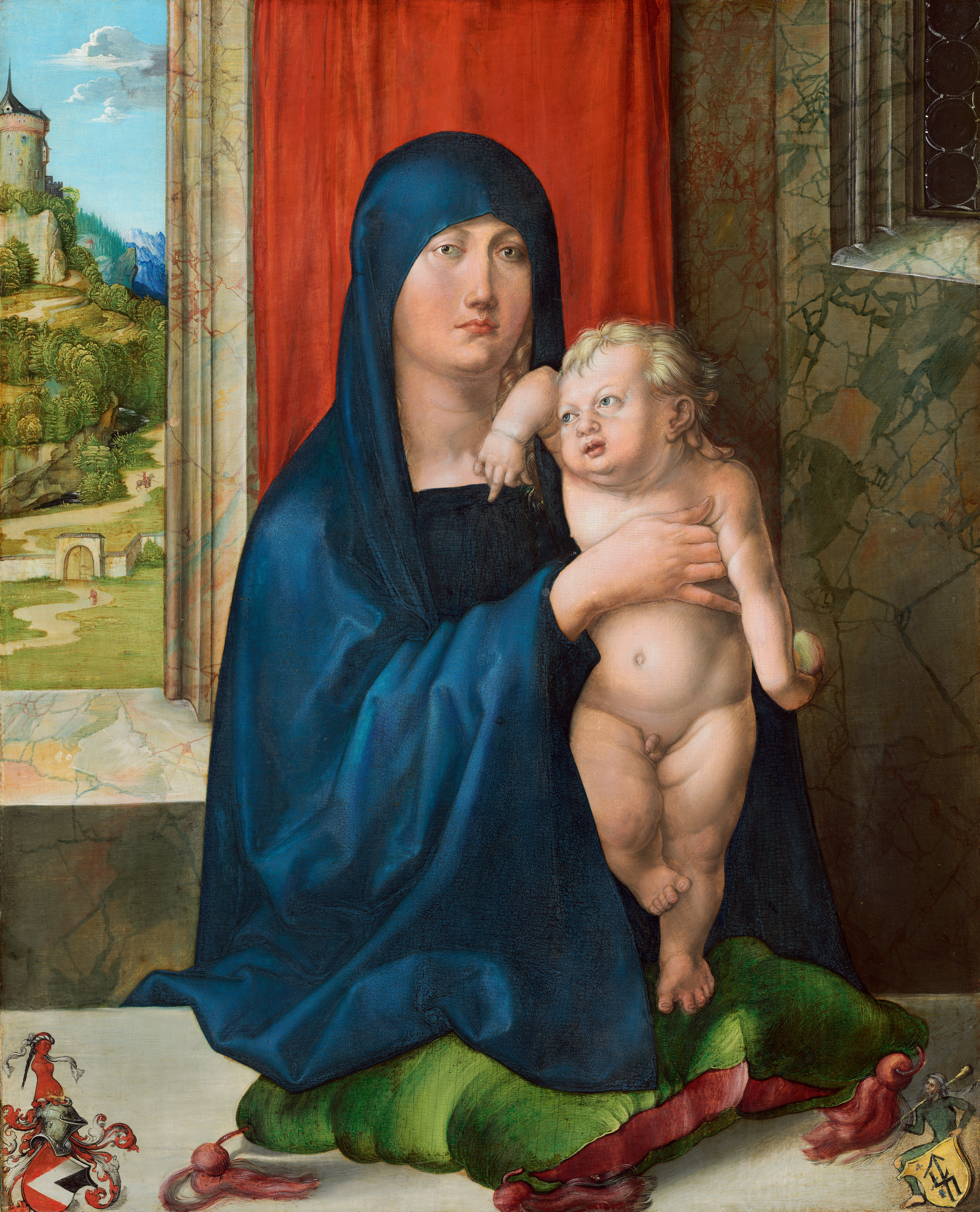
『ハラーの聖母』 (1496-1499年ごろ) ナショナル・ギャラリー (ワシントン)
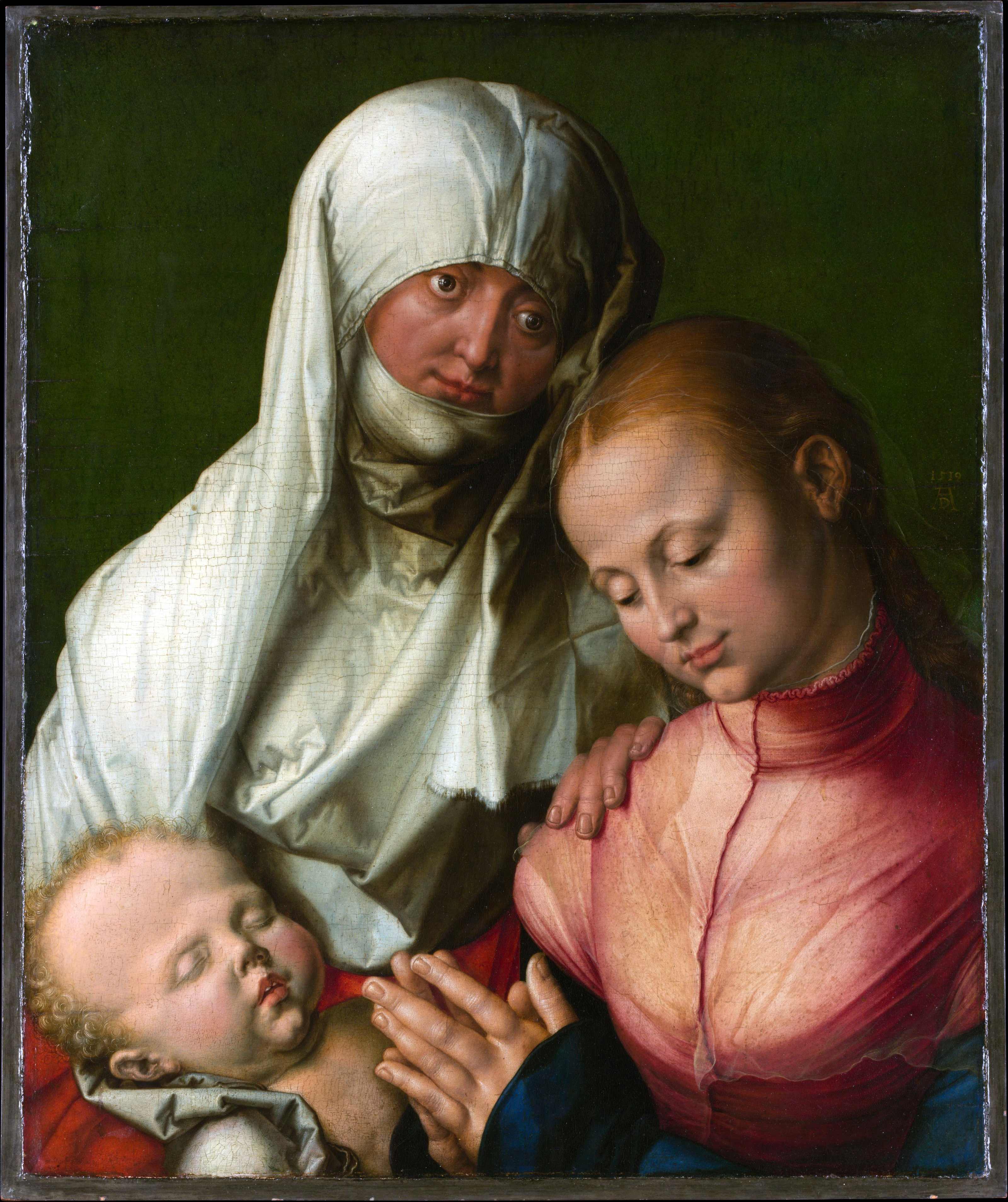
『聖アンナと聖母子』 (1519年) メトロポリタン美術館 (ニューヨーク)
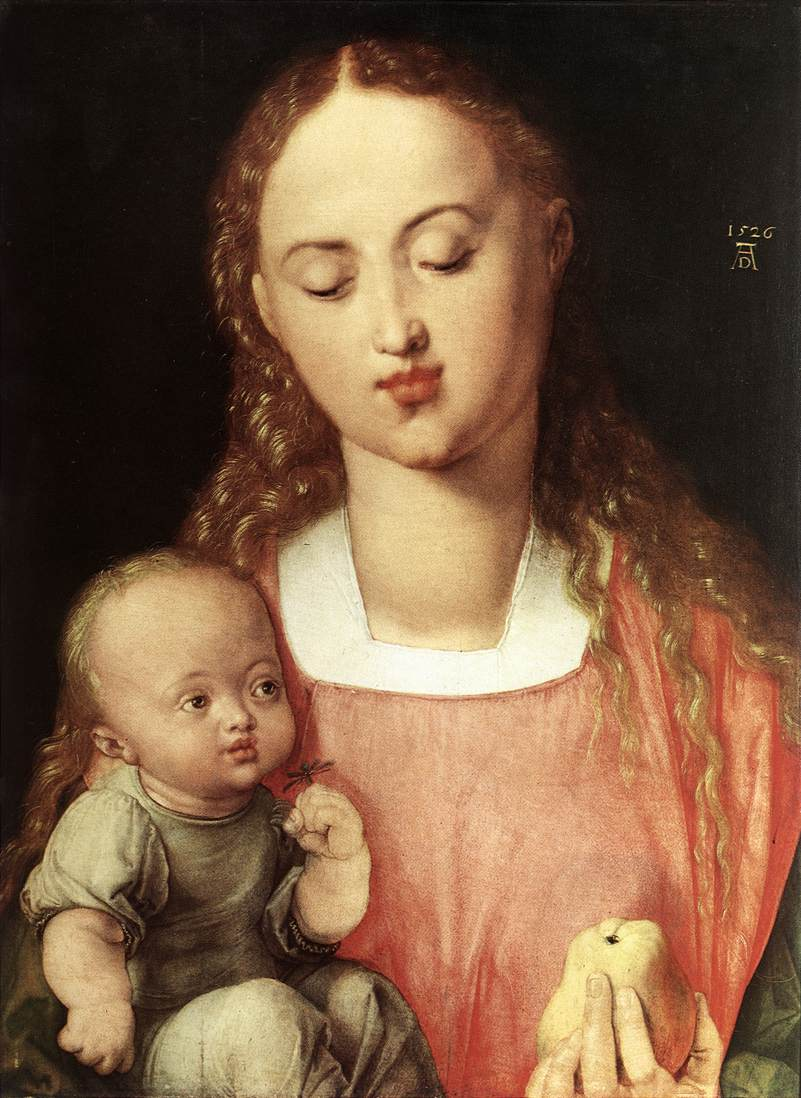
『梨の実の聖母』(1526年) ウフィツィ美術館 (フィレンツェ)